# GAZ-AAA
GAZ-AAA (rusky ГАЗ-ААА) byl sovětský třínápravový nákladní automobil se znakem náprav 6×4, který byl využíván jak pro civilní účely, tak zejména Rudou armádou. Návrh vznikl v roce 1932 úpravou vozu GAZ-AA pro zlepšení průchodivosti v terénu, a to přidáním druhé zadní hnané nápravy a doplněním redukční převodovky. GAZ-AAA byl využíván nejen jako nákladní, ale též v modifikacích jako ambulantní, tahač kanónů, cisternový, na přepravu vojáků atd. Celkem bylo v letech 1934–1943 vyrobeno 37 373 kusů.

## Technické údaje
- Motor: GAZ o výkonu 50 hp
- Maximální rychlost: 65 km/h
- Dojezd: 400 km
- Spotřeba: 25 l/100 km
- Hmotnost: 2,5 t
- Délka: 5,34 m
- Výška: 2,04 m
- Šířka : 1,95 m